# Böhla Bahnhof
Böhla Bahnhof um den namensgebenden Bahnhof Böhla ist ein Ortsteil der Gemeinde Priestewitz im Landkreis Meißen in Sachsen. 

## Geografie und Verkehrsanbindung
Der Ort liegt etwa fünf Kilometer südöstlich des Kernortes Priestewitz an der Kreisstraße 8552 und der Bahnstrecke Berlin–Dresden. Etwa zwei Kilometer westlich des Ortes verläuft die Bahnstrecke Leipzig–Dresden. Nördlich verläuft die Bahnstrecke Weißig–Böhla. Die Staatsstraße 81 ist etwa einen Kilometer östlich zu finden. Der Pferdebach, ein Zufluss des Bierlichtbaches, tangiert die Ortslage im Süden. Eine Buslinie verbindet Böhla Bahnhof unter anderem mit Priestewitz und Großenhain.
Die Ortslage von Böhla ist einige hundert Meter südöstlich von Böhla Bahnhof zu finden. Die Ortslage des Priestewitzer Ortsteils Geißlitz grenzt unmittelbar nördlich an Böhla Bahnhof.

## Geschichte
→Siehe auch: Bahnhof Böhla, Böhla (Priestewitz)
Eine erste urkundliche Erwähnung fand Böhla im Jahre 1300 als Boile. Der Ortsname wird als „Siedlung mit vielen Pflanzen“ oder „Siedlung eines Bojl“ gedeutet. Weitere Formen des Ortsnamens waren im Laufe der Zeit laut dem Digitalen Historischen Ortsverzeichnis von Sachsen (HOV) des Instituts für Sächsische Geschichte und Volkskunde (ISGV): Boyle (1378), Bowle (1406), Boͤle (1462), Bole (1540), Bohle (1551), Boͤhla und schließlich Böhla im Jahre 1875.

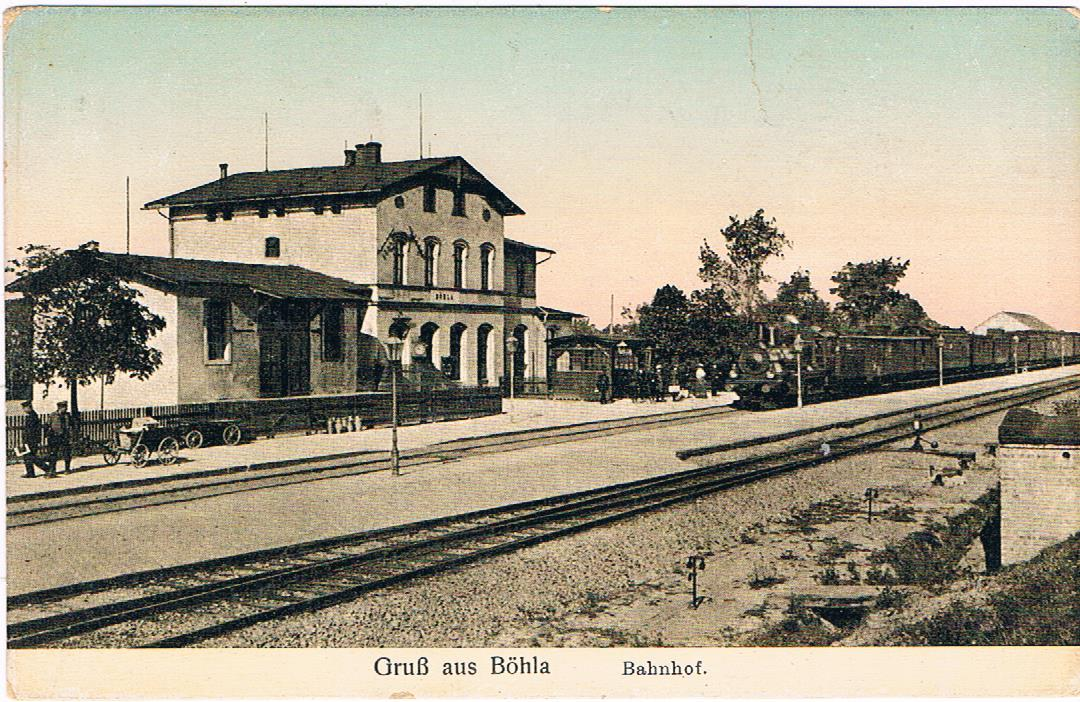
Der Bahnhof Böhla um 1920

Ab dem Jahre errichtete 1872 die zu jener Zeit neu gegründete Berlin-Dresdener Eisenbahn-Gesellschaft eine Verbindung zwischen Dresden und Berlin über Elsterwerda und Großenhain. Diese am 17. Juni 1875 eröffnete Berlin-Dresdener Bahn erhielt auch etwa einen Kilometer östlich des Ortes Böhla einen Bahnhof. Um den Bahnhof Böhla entwickelte sich schließlich eine kleine Eisenbahnersiedlung, die ein eigenständiger Ortsteil wurde.
Bereits unmittelbar nach der Wende begannen Planungen die Eisenbahnstrecke Berlin–Dresden für den Fernverkehr auszubauen. Diese Planungen sahen auch vor, dass der Abschnitt zwischen den Städten Großenhain und Radebeul nicht mehr vom Regionalverkehr genutzt werden. Hier sollte künftig der Fern- und schnelle Güterverkehr gebündelt werden. Mit dem Beginn der Ausbauarbeiten an der Strecke wurde im Jahre 2002 auch der Bahnhof Böhla für den Personenverkehr endgültig geschlossen.
Am 1. Januar 1950 wurden die bisher eigenständigen Gemeinden Böhla mit seinem Ortsteil Böhla Bahnhof und Geißlitz in die Nachbargemeinde Baßlitz eingegliedert. Seit dem 1. Januar 1999 gehört Baßlitz zur Gemeinde Priestewitz. Böhla Bahnhof wird in der Gegenwart neben dem einstigen Hauptort Böhla heute ebenfalls als Ortsteil von Priestewitz geführt.

## Kultur und Sehenswürdigkeiten
In der örtlichen Denkmalliste sind mehrere historische Denkmäler und Gebäude verzeichnet.
Erhalten geblieben vom Bahnhof Böhla sind unter anderem zwei Gebäude aus der Gründerzeit, die inzwischen beide unter Denkmalschutz stehen. Zum einen handelt es sich hier um das einstige Empfangsgebäude des Bahnhofs, das im Jahre 1875 entstand. Der zweigeschossige Putzbau ist mit einem flachen Satteldach versehen und besitzt unter anderem Segmentbogenfenster in beiden Geschossen.
Einige Meter entfernt ist das Gebäude der einstigen Bahnhofsgaststätte zu finden. Architektonisch sind in ihm bereits Anklänge des Schweizerstils zu erkennen. Der eingeschossige Putzbau mit übergiebeltem Mittelrisalit hat ein flaches Satteldach.

## Persönlichkeiten
- Chris Doerk (* 1942), deutsche Sängerin, Schauspielerin und Malerin wuchs in Böhla Bahnhof auf.[9]